# Klövsjö distrikt
Klövsjö distrikt är ett distrikt i Bergs kommun och Jämtlands län. Distriktet ligger omkring Klövsjö i södra Jämtland.

## Tidigare administrativ tillhörighet
Distriktet inrättades 2016 och utgörs av Klövsjö socken i Bergs kommun.
Området motsvarar den omfattning Klövsjö församling hade 1999/2000.

## Tätorter och småorter
I Klövsjö distrikt finns en tätort och en småort.

### Tätorter
- Klövsjö

### Småorter
- Skålan